# بيتراروجا
بيتراروجا هي بلدية جبلية تقع في مقاطعة بينيفينتو في كامبانيا جنوب إيطاليا، وتبعد قرابة ال 50 كيلومترا بالسيارة من بينيفينتو، في اتجاه الشمال الغربي، وتبعد 83 كم من مدينة نابولي في اتجاه الشمال الشرقي وحوالي 223 كم من مدينة روما في اتجاه الجنوب الشرقي.

## جغرافيًا
تصنف بيتراروجا كثاني مجتمع من حيث الارتفاع (818 مترًا فوق مستوى سطح البحر) في المقاطعة؛ وهذا الأمر يقتصر على الشمال من الجانب الغربي، واحة الحماية الطبيعية، جبل موتريا (1,823 م) في السلسلة الجنوبية لجبال ماتيسي (أبينيني)، إلى الحدود مع كومون جواردياريجيا في منطقة موليز، وتشكل أراضيها الوادي العالي لنهر تيترنو، فهي تحيط بها من الشمال من موتريا ومن ممر سانتا كروسيلا، بين هذين الأخيرين، في المكان المسمى «تري فالوني»، توجد منابع تيتيرنو التي تنضم مياهها مع المياه الموجودة في السيل المسمى «اكوا كالدا» على طول دعامة جبل موتريا، وتنخفض في سهل يمر كوسانو موتري عبر وادٍ محدد في الشمال من الجدول الصخري المسماة سيفيتا كوسانو موتري وإلى جنوب سيفيتا بيتراروجا في جبل موشياتورو الذي يعد هو مصدر السيل الرئيسي الآخر توربيدو، الذي يعبر ميتولي وبوتيتي إلى الشرق وإلى الجنوب من بيتراروجا ويتدفق في مستوى سفيتيلا لشينو، قرية كوسانو موتري حيث يلتقي تيتيرنو.

## تاريخيًا
تمتلك بيتراروجا أصل سامني وقد احتلت مواقع مختلفة في أراضيها، لكن حاليًا في موقعها النهائي الرابع الذي أقيم بعد الزلزال الكارثي في 5 يونيو 1688 تصنف أراضيها جزءًا من المنطقة الجنوبية الوسطى من أبينيني التي تقع بين جبال مايناردي وماتيزي ماسيف، التي يسكنها بينتري سامنايت في العصور القديمة والتي حددت عاصمتهم في بويانو.
وقد شارك سكانها بالتأكيد في الحروب السامنية [  وكذلك شاركوا في الحروب الاجتماعية ضد روما التي عانت من الإبادة الجماعية التي ارتكبها لوسيوس كورنيليوس سولا وأدت الهيمنة الرومانية إلى لاتينية سامنيوم تاركة كذلك تأثيرًا كبيرًا على لهجة بيتراروجا، حيث أنها فقدت كل أثر للغة الأوسكان التي كان يتحدث بها السامنيون سابقًا، وبعد الرومان خضع بيترارخا لهيمنة مختلفة من سامنيوم (لومبارد، نورمان، هوهنشتاوفن، أنجفين، كتالونيا أراغون، إسباني، إلخ.) بعد حكم اللومبارديين تحت غاستالدس في تيليز، كان بيتراروجا جزءًا من القرن الثاني عشر إلى القرن الرابع عشر، من إقطاعية سانفراموندو، وهي عائلة من أصل نورماندي. شملت ممتلكاتهم، من بين مناطق أخرى، أراضي سيريتو سانيتا، وكوزانو موتري، وبيتراروجا، وجوارديا سانفراموندي، وليماتولا، وسان لورينزو ماجوري، وماسا، وفايكيو، وبونتي، وكذلك دوجينتا في تيرا دي لافورو وبوجانو وسان جوليانو ديل سانيو في موليز. . في القرن الخامس عشر، تم تسليم بيتراروجا إلى عائلة مارزانو وبعد ذلك إلى جيتاني اوروناتو بعد ذلك، واحتلت البلدة كارافا وامتدت ممتلكاتهم أيضًا في موليز؛ حيث احتفظوا بها حتى إلغاء الإقطاع عام 1806.
كانت بيتراروجا مركزًا لرد فعل بوربون بعد ضم مملكة الصقليتين إلى إيطاليا في عام 1861. مع غواردراريغيا وسيبينو وكامبوباسو وكوسانو موتري  كانت واحدة من مراكز قطع الطرق في الكتلة الصخرية الجنوبية لماتيسي، وفي ديسمبر 1863 حاصر الحرس الوطني اللصوص المختبئين في الكهف المعروف باسم كافا دي بريجانتي وأقنعهم بالخروج لإنقاذ حياتهم في التغيير ولم يتم الوفاء بالوعد وتم إطلاق النار عليهم في المكان المسمى أريا كورتا الواقع خلف مبنى المدينة،  وبعد توحيد إيطاليا، قام بيتراروجا بتجربة هجرة قوية، خاصة نحو الولايات المتحدة بعد الحرب العالمية الثانية، حيث توجه التدفق إلى شمال ووسط إيطاليا وإلى أوروبا (سويسرا وألمانيا وإنجلترا)، وتم افتتاح مقلع حجارة في المكان المسمى «كانال»، كما تم إغلاقه لاحقًا، من مقلع طين في مكان «صوري» الذي لم يعد مطولًا بسبب الجودة الرخيصة ومحجر الرخام الملون في مكان «بيسكو روزيتو»، فتح لكنها لم تعمل أبدًا، ولم تقلل الهجرة.

## المناخ
نادرا ما يكون مناخ بييترارجا في الصيف قائظًا، بسبب التدرج القوي في أراضيها، من 450 مترًا من مكان كاسولا، بالقرب من جزء «بوتي» إلى 1823 مترًا من جبل موتريا، توجد اختلافات ملحوظة في درجات الحرارة، خاصة في فصل الشتاء. في الموسم الماضي، يكون البرد حساسًا، خاصة بسبب هبوب الرياح الشمالية «بورا». يتكرر تساقط الثلوج خاصة في المناطق الجبلية. من الممكن ممارسة الرياضات الثلجية وركوب الخيل بالقرب من محطة التزلج بوكا ديلا سيلفا (في إقليم كوسانو موتري).

## اقتصاديًا
تتعلق الأنشطة الرئيسية بتربية الأغنام مع إنتاج جبن وحملان استثنائية مصنوعة يدويًا، وتربية الأبقار مع إنتاج caciocavallo (تسمى "casecavàgli" باللهجة، وهي جبنة بيضاوية مميزة يتم ربط قطعها معًا بحبل ومعلقة على قضبان أفقية حتى تنضجها) واللحوم وتربية الخنازير، على مستوى الأسرة، والتي يتم الحصول عليها بعد الجفاف إلى البرد ودخان الحطب والتوابل واللحوم المملحة ولحم الخنزير التي اشتهر بها بيترارجا. تم ملاحظة جودة هذا المنتج الأخير عبر القرون، ولهذا الغرض في متحف Alife ، وهو أحد المجتمعات في مقاطعة Caserta ، تم الاحتفاظ بمخطوطة، حتى 29 مايو 1776، بعنوان " Fornitura di prigiotta al duca di Laurenzana da Pietraroia "(" توريد البريجيوتا (هامس) إلى دوق Laurenzana من Pietraroia ")، هذا هو دوق Gaetani of Aragon ، سيد العداء في بيديمونتي. بالإضافة إلى ذلك، كتب أنطونيو إيماليو، الذي تحدث عن بيترارجا في عمله بمقاطعة بينيفينتو "ريجينا أوف سانيو" (ملكة سامنيوم باللغة الإنجليزية) (1918): حمص من Pietraroja ".
يتم إنتاج التبن لتغذية الماشية في الاسطبلات خلال فترة الشتاء بشكل كبير.
تبلغ مساحة بيتراروجا للاستخدام الزراعي 1797.99 هكتارًا (اعتبارًا من عام 2000) 

## أصل الاسم
من المحتمل أن اسمها مشتق من الكلمة اللاتينية Petra robia («الجرف الأحمر») أو من المعادل الإسباني piedra roja أو الفرنسية pierre rouge ، بسبب وجود بعض الحجر الجيري من هذا اللون على الجانب الشرقي من Mutria ، الذي يتدلى عليه.

## المعالم السياحية الرئيسية

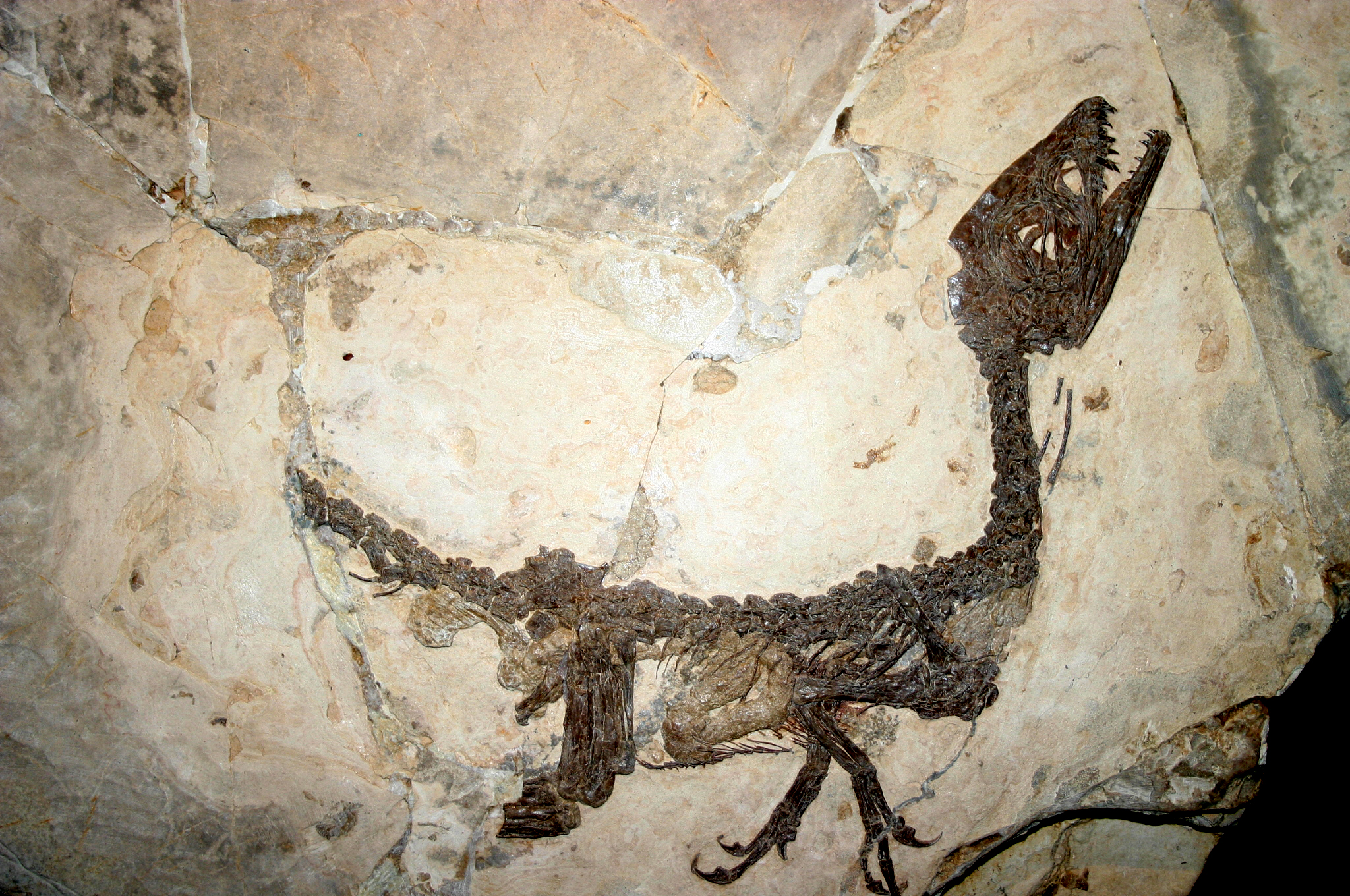
تم اكتشاف النمط الشامل من Scipionyx samniticus بالقرب من Pietraroja

يوجد في Pietraroja حديقة حفريات جيولوجية ومتحفها Paleolab .
هنا تم اكتشاف ديناصور صغير، وهو الأول من نوعه في إيطاليا، في أحفورة تحتوي على بعض الأعضاء الداخلية: سمي الحيوان سايروس من قبل وسائل الإعلام، في حين أن نوعه كان يسمى Scipionyx samniticus. أحدث اكتشاف سايروس ثورة في علم الجغرافيا القديمة لإيطاليا، التي كانت تحت الماء سابقًا خلال حقبة الدهر الوسيط. من بين الحفريات الأخرى الموجودة في Pietraroja ، الأسماك (بما في ذلك Belonostomus) والزواحف (Chometokadmon و Derasmosaurus) والبرمائيات (Celtedens).
تشمل المعالم السياحية الأخرى كنيسة أبرشية S. Maria Assunta في ساحة San Nicola (راعي Pietraroja)، في الجزء العلوي من البلدية. تم تشييده مع عناصر من كنيسة سان باولو الموجودة مسبقًا، من Pietraroja القديمة التي دمرها زلزال عام 1688. لها بوابة رومانيسكية (القرن الحادي عشر) مع جانبين مدعومين من قبل لبؤة ودب أنثوي يرضع طفلين والمرتاحين.

## النباتات والحيوانات
من بين الأشجار الموجودة في أراضي بيترارجا، الزان ("fài" باللهجة)، والبلوط ("cèrque")، وأشجار الكستناء، والقيقب، والقيقب الصغير ("ócchi")، والدردار (" ùrmi ")، التنوب والصنوبر (ليس موطنه الأصلي)، الحور ("تشيبي)، الرماد، الرماد المزهر، البلوط التركي، الزيزفون (" تيجلي ")، أشجار فيلبرت (" أولان ")، الصفصاف ("sàuci")، osiers ، ("vétèche") أشجار التفاح البرية ("melàini")، أشجار الكمثرى البرية ("peràini")، ilexes ("uci")، أشجار الطقسوس، العرعر ("inépri") وhollies ("arifógli").
من بين النباتات العشبية والخشبية البردقوش العطري («الميرانا» باللهجة)، الأوريجانو، الزعتر، الشمر البري («الفنكيو»)، اليانسون («بيمبينيلا»)، النعناع البري («مينتا ساوزا»)، الهندباء الصالحة للأكل، الهليون ("spàracu")، تنبت مكنسة الجزار، رشاد الماء ("cannea")، لسان الثور ("urràccia")، شوك صالح للأكل ("càrdu chìnu")] ، تلك التي تحتوي على ثمار صالحة للأكل [النوعان من شجيرة التوت الأسود مع ما يقابلها الفواكه ("murrìcule")، التوت، الفراولة ("fràule")، الكورنيل ("vrignàli"، الزعرور البرونيلا ("trìnche")] ، تلك الحشيشة الطبية ("valleriàna")، الملائكي، الجنطيانا، الجنطيانا، البابونج ("cammumìlla")، الزوفا ("isópu")، ميلفويل، زهور دوغروز («روزا جانارا»)، هولي هوك («ممارفا»)، الثيا («مالفونو»)، قرنفل بري، قزحية، بخور مريم ("scocciapiàtti" «)، Snowdrop ، broom (» jnéstra «)، الخشخاش (» papàgnu «)، عجلة الأقحوان، البنفسج الحلو (» viulètta «)، زهرة الربيع (» viòla iànca «)] ، تلك البلادونا السامة، الشوكران، hellebore ، equisetum (» córa de órba «)، ضباب اصبع القدم (»viscògna«)]. النباتات الأخرى ذات الانتشار الكبير هي الشوكة الحمراء (»spinapóce«)، والسراخس المذكر والمؤنث، والشيخ (»Sammùcu«) والشيخ البري (»mùnnegliu«)، والاندفاع (» jùncu «)، والنشوة (» tutumàglia «)، اللبلاب (» èllera «)، الجزرة البرية، العشب الزئبقي (» èrva mercurèlla «)، ononis spinosa (» rumàca «)، حلو ومر (» turcamàra «)، نبات الصابون (» èrva " sapunàra ")، arctium lappa (" cazzarégli ")، الشوك الملتوي، الشوك الممشط، الأفسنتين (" nascénzu ")، الرومكس («lampàzzu»)، اللفت البري («الرابيستا»)، اللفت البري الهندباء ("cicòria paròla").
الفطريات الصالحة للأكل هي الأغاريك ("virno")، فطر الحقل ("petranùgliu")، craterellus ("scardarella")، chanterelle ("gaglinella")، فطر العسل ("chiuìttu")، فطر القرنبيط ("retélla")، فطر المظلة ، فطر القيصر، كعكة صغيرة أو بوليتوس إدوليس وغيرها من الأشياء التي لم يلتقطها السكان.
كما أن الحيوانات التي تعددت مرة واحدة، تم تقليلها عن طريق الصيد، يتم استردادها ببطء بعد إنشاء الواحة المحمية. تشمل الطيور النسر والغراب. في الوقت الحالي، لا يزالون يُعثرون على الباز ("rastarégliu" في اللهجة)، والعقعق ("pica")، والشحرور ("mérgliu")، والقلاع ("tùrdu")، ونقار الخشب ("tòcculacèrqua)، والوقواق (" cucùru ")، الغراب (" ciàula ")، الذعرة (" ciùcciapannèlla ")، قبرة الخشب (" calandrèlla ")، روبن (" pétturùssu ")، الحسون (" Cardìgliu ")، العصفور المشترك (" calandrèlla ") " frungìgliu)، القبعة السوداء (" capunéra ")، القلاع (" tùrdu)، القلاع الضبابي ("tardèca") العندليب ("rasciagnogliu")، السنونو ("rundinèlla")، العصفور ("pàssaru")، الخفاش ("sparpagliónu")، البومة ("cuccuàina")، البومة طويلة الأذن ("àsciu").
من بين الثدييات الخنزير البري، الثعلب («أربا»)، الغرير («تاسيولا»)، الزغبة («أجليري»)، القنفذ، ابن عرس («نزيلا»)، الطوبين («توبانارا») ويمكن رؤية الآخرين. الأنواع الأخرى الحالية هي ضفدع الشجرة، السحلية الخضراء، الضفدع ("óttu")، الحلزون (الأبيض وتلك المغرة الكبيرة) ("ciammétta")، ثعبان الماء والأفعى. حتى لو كان الأمر مثيرًا للاهتمام، فإن المرء يمر عبر العديد من أنواع الحشرات التي اختفت في أماكن أخرى بسبب الزراعة المكثفة. يشير المرء أخيرًا إلى وجود سمك السلمون المرقط وجراد البحر في السيول؛ هذه الأخيرة، التي كانت موجودة مرة واحدة، هي الآن في مرحلة إعادة تقديم.

## التراث الشعبي
كانت Pietraroja أيضًا مسقط رأس السحرة والسحرة (يطلق عليهم janàre في اللهجة المحلية).